# Andréeland (Spitsbergen)
Andréeland (Noors: Andrée Land) is een schiereiland op het eiland Spitsbergen, dat deel uitmaakt van de Noorse eilandengroep Spitsbergen.
Het schiereiland wordt aan de noordwestzijde begrensd door het fjord Woodfjorden, in het noorden door de Noordelijke IJszee, in het oosten door het fjord Wijdefjorden, in het zuiden door fjord Vestfjorden, dal Vestfjorddalen, gletsjers Lisbethbreen, Ruskbreen, bovendeel Abrahamsenbreen en Holtedahlfonna, en in het zuidwesten door de gletsjer Vonbreen naar fjord Woodfjorden. Ten oosten ligt aan de overzijde van het fjord Salomon August Andrée, ten zuidoosten Dicksonland, ten zuidwesten James I-land, en ten westen Haakon VII-land.
Het zuidoostelijk deel van Andrée Land ligt in Nationaal park Indre Wijdefjorden.
Het schiereiland is vernoemd naar Salomon August Andrée.